# Marian Bąk (prawnik)
Marian Józef Bąk (ur. 1951) – polski ekonomista, prawnik, urzędnik państwowy i menedżer.

## Życiorys
Absolwent Wyższej  Szkole  Ekonomicznej  w Krakowie – Wydział Ekonomiki Produkcji  oraz Uniwersytecie Jagiellońskim  i Uniwersytecie  Śląskim w Katowicach – Wydział Prawa i Administracji. Aplikacja radcowska – radca prawny. Następnie przez wiele lat pracował na różnych stanowiskach menedżerskich. W latach 1997–1998 zajmował stanowisko szefa gabinetu politycznego 
ministra transportu i gospodarki morskiej. Od 1993 do 1997 był pierwszym zastępcą prezesa Państwowej Agencji Restrukturyzacji Górnictwa Węgla Kamiennego, pełnomocnika ministra ds. restrukturyzacji górnictwa węgla kamiennego. Od 1999 kierował Centralą Zaopatrzenia Hutnictwa (CZH) – najpierw przez dwa lata jako zarządca komisaryczny, a następnie od 2001 do 2008 jako prezes.
W 2013 powołany na Prezesa Zarządu z równoczesnym  powierzeniem obowiązków Dyrektora Naczelnego firmy MOJ S.A.

## Odznaczenia
- (2005) Krzyż Kawalerski Orderu Odrodzenia Polski za wybitne zasługi dla rozwoju gospodarki narodowej[4].